# Marengo (Indiana)
Marengo – miasto w Stanach Zjednoczonych, w stanie Indiana, w hrabstwie Crawford.